# Mazewo Dworskie (gromada)
Mazewo Dworskie – dawna gromada, czyli najmniejsza jednostka podziału terytorialnego Polskiej Rzeczypospolitej Ludowej w latach 1954–1972.
Gromady, z gromadzkimi radami narodowymi (GRN) jako organami władzy najniższego stopnia na wsi, funkcjonowały od reformy reorganizującej administrację wiejską przeprowadzonej jesienią 1954 do momentu ich zniesienia z dniem 1 stycznia 1973, tym samym wypierając organizację gminną w latach 1954–1972.
Gromadę Mazewo Dworskie z siedzibą GRN w Mazewie Dworskim utworzono (obecnie są to dwie wsie: Mazewo Dworskie „A” i Mazewo Dworskie „B”) – jako jedną z 8759 gromad na obszarze Polski – w powiecie pułtuskim w woj. warszawskim, na mocy uchwały nr VI/10/17/54 WRN w Warszawie z dnia 5 października 1954. W skład jednostki weszły obszary dotychczasowych gromad Kątne, Lubomin, Mazewo Dworskie, Mazewo Włościańskie, Słustowo, Świeszewo, Świeszewko i Świerkowo ze zniesionej gminy Gołębie w tymże powiecie oraz obszar dotychczasowej gromady Winniki ze zniesionej gminy Modzele w powiecie płońskim w tymże województwie. Dla gromady ustalono 12 członków gromadzkiej rady narodowej.
31 grudnia 1959 1 stycznia 1960 z gromady Mazewo Dworskie wyłączono wsie Świerkowo, Świeszewo i Świeszewko, włączając je do gromady Świercze Koty w tymże powiecie, po czym gromadę Mazewo Dworskie zniesiono a jej (pozostały) obszar włączono do gromady Chmielewo k/Nasielska nowo utworzonej gromady Nasielsk tamże (wykreślone zmiany retroaktywnie uchylone uchwałami z 25 lutego 1960).